# Héctor Bidoglio
Héctor Pablo Bidoglio (Rosario, Santa Fe, Argentina; 5 de febrero de 1968) es un exfutbolista y actual entrenador argentino nacionalizado venezolano. Actualmente dirige a la Johor Darul Ta'zim FC de la Superliga de Malasia. Es pariente del exfutbolista y exentrenador, ídolo de Club Atlético Boca Juniors, Ludovico Bidoglio.
Tuvo una gran trayectoria por el fútbol venezolano, llegando a realizar un total de 15 partidos oficiales con la selección de Venezuela entre 1999 y 2000.

## Trayectoria

### Como futbolista
Héctor Bidoglio comenzó a escribir su historia en el fútbol en las categorías menores del Colegio Deportivo Renato Cesarini y luego se unió a las inferiores del Newell’s Old Boys, para dar inicio a dos décadas de carrera como futbolista profesional.
Durante su paso por el conjunto rojinegro, el mediocampista rosarino no llegó a debutar con el primer equipo (jugó con el filial), pero esa experiencia le sirvió para llamar la atención en la Primera División de Chile, a la que se marchó en 1990 de la mano de Club Deportes Concepción.
En la siguiente temporada, la 1991-1992, Bidoglio jugó con Minervén en la categoría de oro del balompié venezolano. Después, en la 1992-1993, estuvo con Fernández Vial, nuevamente en Chile.
En 1993, el volante argentino volvió a Venezuela, le agarró el gusto y así vivió los mejores años de su carrera, en los que militó en equipos como Trujillanos, Minervén otra vez, Caracas, Italchacao, Táchira, Zulia y Estudiantes de Mérida. Fue campeón en cuatro ocasiones (un par de veces con Caracas y las otras dos con Minervén e Italchacao) y subcampeón en otras cinco oportunidades.
También tuvo un breve paso por la Primera División de Catar, en la temporada 2000-2001, en la que fue subcampeón con Al-Arabi.
Tras dos notables décadas como futbolista, en las que jugó más de 500 partidos en el balompié profesional, entre los que destacan más de 80 compromisos internacionales (Copa Conmebol, Copa Merconorte, Pre-Libertadores y Copa Libertadores), Héctor Bidoglio se retiró en 2008 con Estudiantes de Mérida.

### Como entrenador
Después de retirarse del fútbol profesional,en 2008, Héctor Bidoglio decidió que quería continuar ligado al fútbol y empezó a explorar el terreno de la dirección técnica. Comenzó como entrenador de la sub-20 del Club Atlético Empalme (Cuarta División), categoría con la que quedó campeón en 2009 y 2010. Simultáneamente se desempeñaba como Coordinador General de Divisiones Inferiores del conjunto santafesino. Y en 2010 tuvo la oportunidad de ser DT del primer equipo.
Pronto también comenzó a desarrollar su faceta de estratega en un seleccionado nacional, haciendo su aporte, como asistente, en la preparación de la Venezuela sub-17, que participó en el Sudamericano de la categoría en 2011.
Para continuar acumulando experiencia como entrenador, y tras su paso por Empalme, Bidoglio se unió al club que lo vio nacer como jugador: Newell’s Old Boys de Rosario En 2009 asumió como director técnico de las categorías juveniles, quedando campeón de la Liga Rosarina en varias oportunidades y Campeón de AFA (Asociación del Fútbol Argentino) con la séptima división del cuadro rojinegro (sub-17) de manera invicta. En Newell's Old Boys Héctor estuvo trabajando desde el año 2009 hasta el año 2019. 
A comienzos de la temporada 2013-2014, el rosarino pasó a formar parte del cuerpo técnico del equipo profesional de Primera División, en el que la batuta la tenía Alfredo Berti como sucesor de Gerardo “Tata” Martino. Fue ayudante de campo. El combinado leproso quedó subcampeón del Torneo Final de Argentina 2013.
Después de esa campaña, Bidoglio tuvo un breve paso por Aldosivi de Mar del Plata, como asistente de Berti, antes de asumir como Coordinador General de las categorías inferiores de Newell’s Old Boys. En la temporada 2015, se hizo cargo de la novena división leprosa luego de que a Juan Pablo Vojvodac lo promovieran al equipo filial. Con Héctor, los pibes rojinegros se titularon CAMPEONES en la Copa Campeonato 2015 con récord invicto y a tres fechas del final del torneo, tras ganarle a Huracán 2-0. En el comienzo de la temporada 2017-18, Juan Pablo Vojvodac dejó su cargo como entrenador de la reserva leprosa y Héctor se hizo cargo del mismo.
En el año 2018 fue Director Técnico de la Reserva de Newell's Old Boys y tras una muy buena campaña donde el equipo estaba en la 2.ª posición pasa a ser el director Técnico de la primera división tras la salida de Omar De Felipe en noviembre de 2018.
Debuta en primera división con un triunfo de local 1 a 0 vs Patronato con gol de Héctor Fértoli y en su segundo partido el equipo gana de visitante después de un año sin poder hacerlo fuera de casa en Tucumán 3 a 0 vs San Martin con 2 goles de F. Fydriszeuski y uno de Alexis Rodríguez. Tras 7 partidos invictos pierde su primer partido en el en Estadio Monumental vs River Plate por 4 a 2. Estuvo a cargo del equipo hasta terminar el campeonato, con una racha de 5 partidos ganados 5 empatados y 5 perdidos. 
En enero de 2020 asume como Director Técnico en la primera división del fútbol peruano en Universidad San Martin de Porres, con el objetivo de  proyectar y trabajar con una base de jugadores jóvenes y tratar de mantener la categoría. La campaña fue muy buena y el equipo estuvo a un punto de clasificar a Copa Sudamérica tras destacada actuaciones de jugadores juveniles que luego fueron vendidos o cedidos a clubes importantes como Jairo Concha, Álvaro Barco, Franco Zanelato y Jordan Guivin.
En marzo de 2021 deja Universidad de Porres de Perú para ir a Aucas de Ecuador, donde clasifica a jugar la fase de grupo de Copa Sudamericana y estuvo en el cargo hasta junio del 2022, dejando armada la base de jugadores que ese mismo año obtuviera el campeonato. 
En agosto de 2022 asume como director Técnico en la Liga Super de Malasia, en Johor Darul Ta´zim, y ese mismo año obtiene 3 Campeonatos de manera invicta, Liga Super, Copa Malasia y FA Cup.
En enero del 2023 asume en Johor Darul Ta´zim como Technical Director de todo el club y en enero de 2024 vuelve a asumir como director técnico del equipo principal hasta la actualidad, obteniendo de manera invicta la FA Cup ganando la Final por 6 a 1 vs Selangor FC , la Liga Super de  Malasia y clasificando en la Champions Elite Asiática a 8.os de final en el 3.er puesto.

## Clubes

### Como futbolista
| Equipo                        | País      | Año       |
| ----------------------------- | --------- | --------- |
| Deportes Concepción           | Chile     | 1990      |
| Minervén Sport Club           | Venezuela | 1990-1991 |
| Arturo Fernández Vial         | Chile     | 1992-1993 |
| Trujillanos Fútbol Club       | Venezuela | 1993-1994 |
| Minervén Sport Club           | Venezuela | 1994-1996 |
| Caracas Fútbol Club           | Venezuela | 1997-2000 |
| Deportivo Italia              | Venezuela | 2000      |
| Al-Arabi SC (Catar)           | Catar     | 2000-2001 |
| Deportivo Italia              | Venezuela | 2001-2002 |
| Trujillanos Fútbol Club       | Venezuela | 2002-2003 |
| Deportivo Táchira Fútbol Club | Venezuela | 2003-2006 |
| Mineros de Guayana            | Venezuela | 2006      |
| Zulia Fútbol Club             | Venezuela | 2006-2007 |
| Estudiantes de Mérida         | Venezuela | 2007-2008 |

### Como entrenador
Datos actualizados al último partido dirigido el 30 de noviembre de 2023.
| Club              | País      | Año       | PJ  | PG | PE | PP | Efectividad |
| ----------------- | --------- | --------- | --- | -- | -- | -- | ----------- |
| Newell's Old Boys | Argentina | 2018-2019 | 15  | 5  | 5  | 5  | 44.44%      |
| Univ. San Martín  | Perú      | 2019-2020 | 28  | 10 | 7  | 11 | 44.04%      |
| S.D. Aucas        | Ecuador   | 2021-2022 | 42  | 15 | 12 | 15 | 45.23%      |
| Johor D.T.        | Malasia   | 2022-2024 | 67  | 56 | 7  | 4  | 85%         |
| Total             | Total     | Total     | 152 | 86 | 31 | 35 | 51.75%      |

## Selección nacional
Se nacionalizó venezolano en 1999 y decidió vestir la camiseta vinotinto. Disputó la Copa América de Paraguay ese mismo año y las eliminatorias para el Mundial de Corea-Japón 2002. También jugó 15 partidos amistosos.

### Participaciones en Copas América
| Torneo            | Sede     |
| ----------------- | -------- |
| Copa América 1999 | Paraguay |

### Participaciones en Eliminatorias
| Torneo                         | Sede                |
| ------------------------------ | ------------------- |
| Copa Mundial de Fútbol de 2002 | Corea del Sur Japón |

## Palmarés

### Como futbolista

#### Campeonatos nacionales
| Torneo                        | Club     | País      | Año  |
| ----------------------------- | -------- | --------- | ---- |
| Primera División de Venezuela | Minervén | Venezuela | 1995 |
| Primera División de Venezuela | Caracas  | Venezuela | 1997 |

### Como entrenador

#### Campeonatos nacionales
| Torneo                 | Club                  | País    | Año     |
| ---------------------- | --------------------- | ------- | ------- |
| Superliga de Malasia   | Johor Darul Takzim FC | Malasia | 2022    |
| Copa FA Malasia        | Johor Darul Takzim FC | Malasia | 2022    |
| Copa de Malasia        | Johor Darul Takzim FC | Malasia | 2022    |
| Superliga de Malasia   | Johor Darul Takzim FC | Malasia | 2023    |
| Copa FA Malasia        | Johor Darul Takzim FC | Malasia | 2023    |
| Copa de Malasia        | Johor Darul Takzim FC | Malasia | 2023    |
| Malasia Charity Shield | Johor Darul Takzim FC | Malasia | 2024    |
| Copa de Malasia        | Johor Darul Takzim FC | Malasia | 2024    |
| Copa FA Malasia        | Johor Darul Takzim FC | Malasia | 2024    |
| Superliga de Malasia   | Johor Darul Takzim FC | Malasia | 2024-25 |